# Wassili Iwanowitsch Sujew
Wassili Iwanowitsch Sujew (russisch Васи́лий Ива́нович Зу́ев; * 1870; † um 1917) war ein russischer Miniaturenmaler und Chefminiaturist in der Manufaktur von Carl Peter Fabergé in Sankt Petersburg. Aktiv war er von 1908 bis 1917.
Er trat möglicherweise die Nachfolge von Johannes Zehngraf als Chefminiaturist an und malte sowohl auf Emaille als auch auf Elfenbein. Als bedeutendes Beispiel seines Schaffens gilt das Ei zum 15. Thronjubiläum Nikolaus’ II. 1911.

## Quelle
- Christopher Forbes: Fabergé – die kaiserlichen Prunkeier. Prestel, München, Berlin, London, New York 2003.

| Personendaten    | Personendaten                     |
| ---------------- | --------------------------------- |
| NAME             | Sujew, Wassili Iwanowitsch        |
| ALTERNATIVNAMEN  | Зуев, Василий Иванович (russisch) |
| KURZBESCHREIBUNG | russischer Maler                  |
| GEBURTSDATUM     | 1870                              |
| STERBEDATUM      | um 1917                           |